# Trevi
Trevi è un comune italiano di 7 922 abitanti della provincia di Perugia in Umbria.
Fa parte del circuito de I borghi più belli d'Italia.

## Geografia fisica

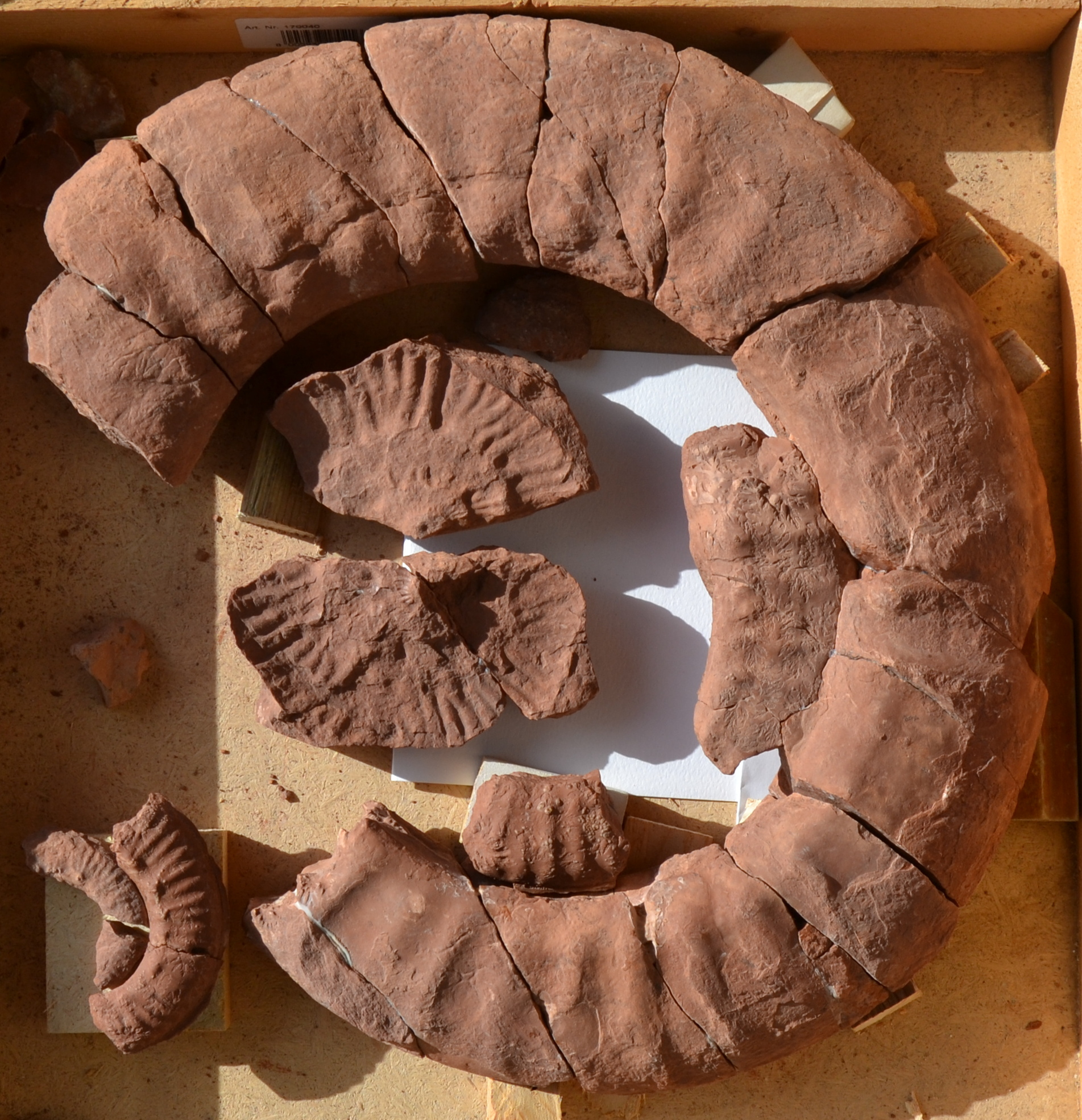
Rarenodia planulata

Trevi è sovrastato da due monti dell'Appennino umbro-marchigiano: il Monte Brunette (1422 m) e il Monte Serano (1429 m). Geologicamente sono costituiti da rocce sedimentarie per lo più calcaree di origine marina; le più antiche risalgono a 180 milioni di anni fa, unità litostratigrafica della "Corniola". È stato oggetto di studio il "Rosso Ammonitico", nel campo della paleontologia; tale unità è per altro ben conosciuta nell'area umbro-marchigiana; affiora diffusamente presso l'abitato di Pettino fino alle pendici nord di M. Brunette. Ha dato l'esemplare tipo di Praerycites. Tra i molti esemplari di ammoniti trovati occasionalmente lungo i tagli stradali e i piccoli corsi d'acqua è degno di nota un grande esemplare di Rarenodia planulata. Il suo diametro è oltre 40 cm ed è stato figurato in questa voce.
Il territorio del comune si estende dal fondovalle (210 m s.l.m.) ai monti sopra citati, e si può equamente ripartire in tre zone distinte di pianura, collina e montagna, ricoperte da vegetazione altrettanto differenziata. In pianura, i terreni irrigati da numerosi corsi d'acqua, anticamente occupati in gran parte dal "lacus Clitorius", si prestano alla semina di specie annuali. La collina, di calcare alcalino "sciolto" e quindi drenante, è ideale per la coltivazione intensiva dell'olivo. La montagna infine è ricoperta di boschi, in massima parte cedui, e prati.
Fiumi e canali, tutti di modesta portata, scorrono in direzione Sud – Nord e confluiscono in un unico collettore nei pressi di Bevagna. Il loro corso è il risultato di secolari opere di bonifica, documentate già dal tempo del re Teodorico (VI secolo) e protrattesi fino ai giorni nostri, quando fu costruita la diga per regolamentare le acque meteoriche del torrente Marroggia, che era soggetto a frequenti e disastrose esondazioni.
Il maggiore dei corsi d'acqua di portata regolare è il Clitunno, alle cui acque venivano attribuite proprietà miracolose, tanto da essere deificato in epoca romana e cantato da numerosi poeti, dai classici latini fino al Byron e al Carducci.
- Classificazione climatica: zona E, 2208 GR/G.
- Classificazione sismica: zona 1 (sismicità alta).

Trevi fa parte di Città dell'olio, Slow Food e Borghi più belli d'Italia.

## Storia
Plinio il Vecchio la classifica come una città degli Umbri, e il nome latino Trebiae potrebbe derivare dalla radice umbra treb-, componente delle parole che in quella antica lingua indicavano casa, costruzione, costruire. La sua esistenza, prima della dominazione romana, è testimoniata anche dalla "stele di Bovara", con iscrizione arcaica, rinvenuta di recente, ma nel suo territorio stanziarono civiltà preistoriche, come attestano ritrovamenti del paleolitico.
Acquistò una certa rilevanza a partire dal III secolo a.C., con il passaggio della Via Flaminia e il processo di romanizzazione. Scavi passati e recenti hanno confermato la presenza dell'insediamento romano in località Pietrarossa, lungo la Flaminia e il corso del fiume Clitunno, allora navigabile. Lì sterri settecenteschi portarono alla luce un edificio pubblico monumentale, mentre indagini tuttora in corso stanno portando alla luce una splendida domus con ambienti mosaicati e fasi di vita tra l'epoca repubblicana e la tarda antichità. Altri studi, invece, hanno puntato a identificare la prima cerchia di mura della città attuale, ancora visibile in larga parte, come parte di un'arce fortificata del I secolo a.C., datata da altri autori alla tarda Antichità o all'alto Medioevo. Gli scavi archeologici della suddetta domus stanno anche confermando l'importanza del Fiume Clitunno, allora navigabile, per l'economia della zona in epoca romana, laddove la piccola Trebiae doveva svolgere la funzione di porto fluviale essenziale per il sistema di ville rustiche che sorgevano lungo gli spalti collinari. Alcune di queste sono state identificate grazie a scoperte fortuite o ricerche di superficie nei pressi delle località di Bovara, Manciano, Parrano-Borgo Trevi, Torre Matigge (Malviano) e Coste (Pelano). Fu sede vescovile almeno a partire dal V secolo, venendo assorbita da quella di Spoleto intorno al VI secolo. L'antica cattedrale è stata recentemente ipotizzata coincidere con l'attuale chiesa di S. Maria di Pietrarossa, sorta al di sopra di un edificio pubblico di età romana, probabilmente inserito nel Foro di Trebiae.
Il declino dell'insediamento romano in valle avvenne in un lungo periodo, compreso tra il V e il VII secolo. Oltre all'instabilità militare, ulteriori fattori che portarono all'abbandono del sito dovettero essere il processo di impaludamento della Valle Umbra, nonché la fine della navigabilità del sistema fluviale Clitunno-Teverone-Tevere fino a Roma nel corso del V secolo.
Nel frattempo, dati archeologici confermano l'esistenza dell'insediamento collinare ove sorge la città oggigiorno, probabilmente sorto per ragioni difensive durante la tarda Antichità
Con il dominio dei Longobardi, Trevi rientrò all'interno del ducato di Spoleto, comparendo ancora come gastaldo in documenti di fine XI-XII secolo. Agli inizi del XIII secolo si costituì in libero comune, rifiutando di sottomettersi a quello di Spoleto; fatto per il quale la cittadina venne assediata e distrutta (1214). Successivamente dovette allearsi con Perugia in modo da resistere alle aggressioni delle più grandi comunità vicine. Subì un ulteriore rovinoso sacco nel 1353, per opera dei soldati di Fra Monreale d'Alberno, a seguito del quale vide potenziate le sue difese tramite torri, steccati e uno stagno difensivo. Solo nel 1389 riuscì ad ottenere il libero governo su concessione papale. Subì il dominio di vari capitani e, segnatamente, il funesto vicariato dei Trinci di Foligno fino al 1438 quando, tornata al diretto dominio della Chiesa sotto la legazione di Perugia, seguì le sorti dello Stato Pontificio fino all'unificazione italiana.
Nel 1784, da Pio VI, fu reintegrata al titolo di città.

## Monumenti e luoghi d'interesse

### Architetture religiose
- Duomo di Sant'Emiliano.

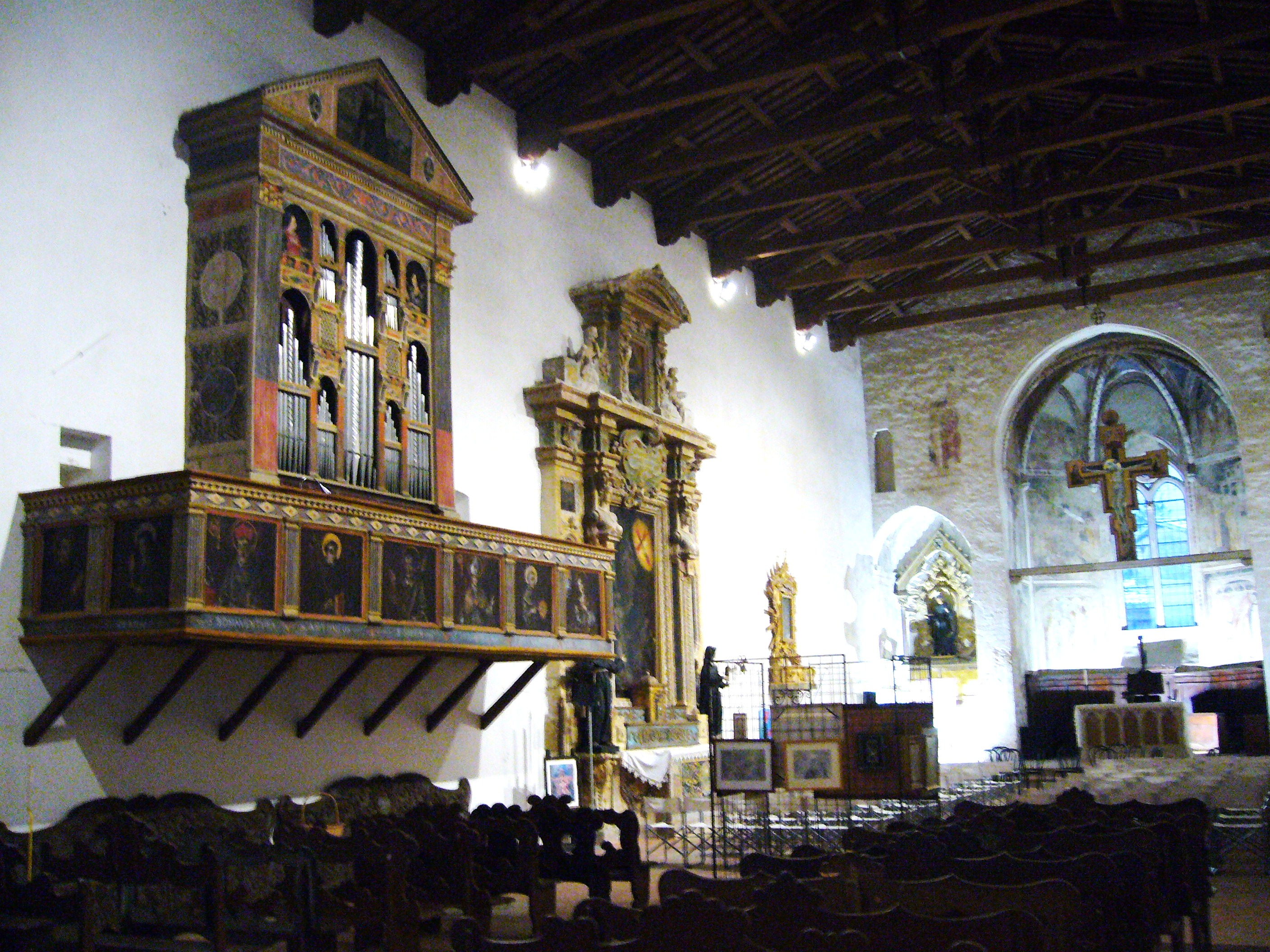
Interno della chiesa di San Francesco

- Chiesa di San Francesco, oggi facente parte del Complesso museale di San Francesco.
- Chiesa e convento di San Martino.
- Chiesa di San Giovanni.
- Ex Chiesa di San Bartolomeo.
- Monastero di Santa Chiara.
- Monastero Di Santa Lucia.
- Santuario della Madonna delle Lacrime, con annessa casa d'accoglienza per diversamente abili (opera del Beato Bonilli) gestito dalle suore della Sacra Famiglia. Nella chiesa sono gli affreschi l'Adorazione dei Magi del Perugino e il Trasporto di Cristo al sepolcro, di Giovanni di Pietro detto "Lo Spagna".
- Abbazia benedettina e chiesa di San Pietro in Bovara. Nei pressi è l'olivo di Sant'Emiliano, che ha più di 1700 anni.
- Chiesa romanica di Santa Maria di Pietrarossa, con precedenti fasi di epoca romana e altomedievale[18].
- Santuario del Beato Pietro Bonilli in Cannaiola, dove è sepolto l'ex parroco di Cannaiola che fondò l'Istituto delle suore della Sacra Famiglia di Spoleto, oggi presenti in diversi continenti. Inizialmente la chiesa era intitolata a San Michele Arcangelo. Vi si custodiscono anche le spoglie del martire romano San Marice e la sua statua.
- Chiesa di Santo Stefano in Picciche, nella cui abside è l'affresco L'Eterno.

### Edifici storici
- Palazzo Lucarini, sede del Museo d'arte contemporanea, di fronte al duomo, dei secoli XII e XIX.

- Villa Fabri dei Boemi, secolo XVII. Al piano nobile si trova una ricca decorazione ad affresco dei primi del Seicento, riconducibile alla Scuola di Beuron.

- Castello Caetani probabilmente fondato intorno all’anno Mille.

- Torre comunale in Piazza Mazzini.

- Torre difensiva di Matigge

- Porta San Fabiano.

- Porta Nova.

- Porta del Cieco.

- Porta del Bruscito.

- Sentiero dell'acquedotto medievale.

### Siti archeologici
- Mosaici Romani di Pietrarossa.

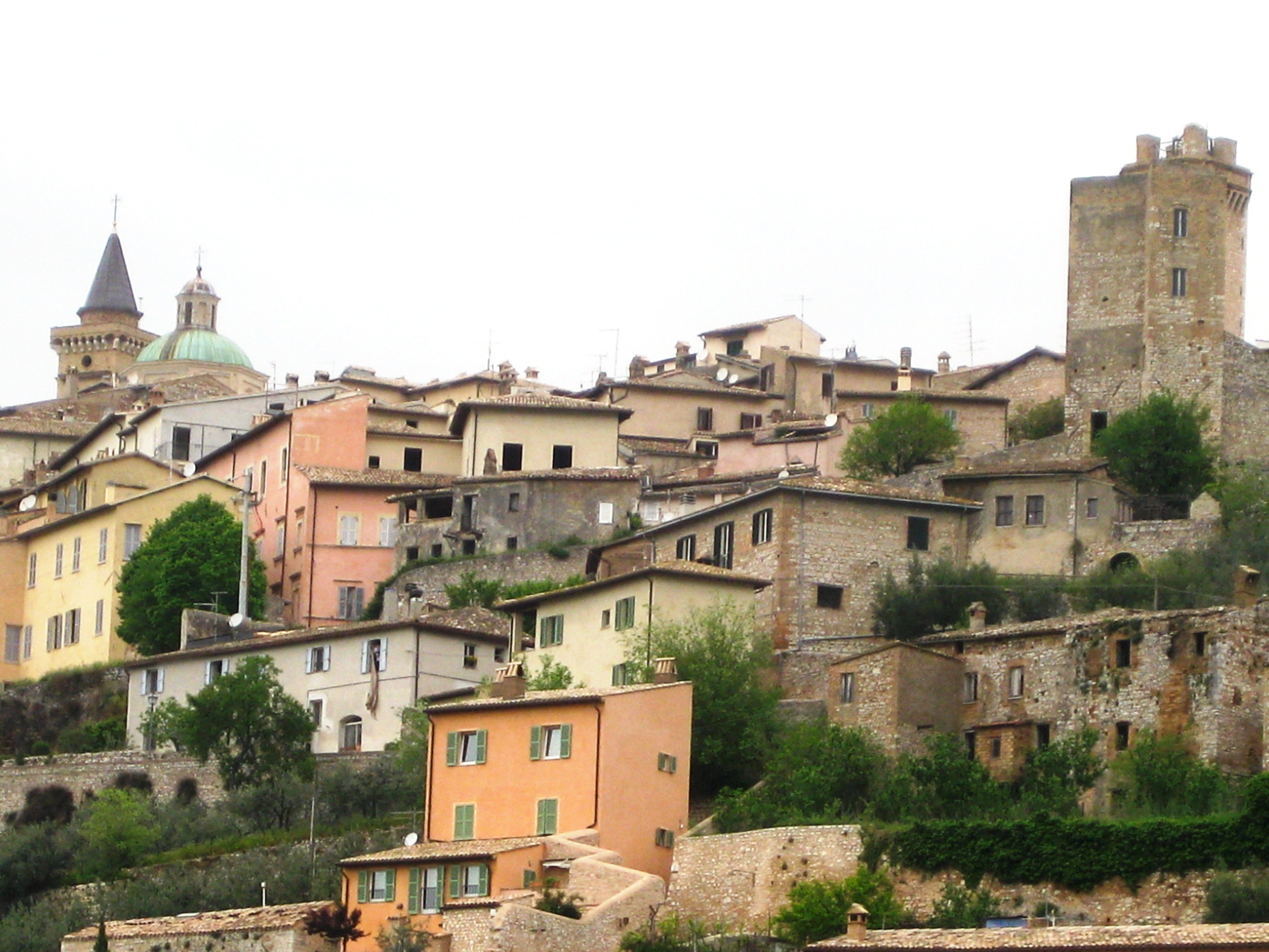
Il borgo di Trevi
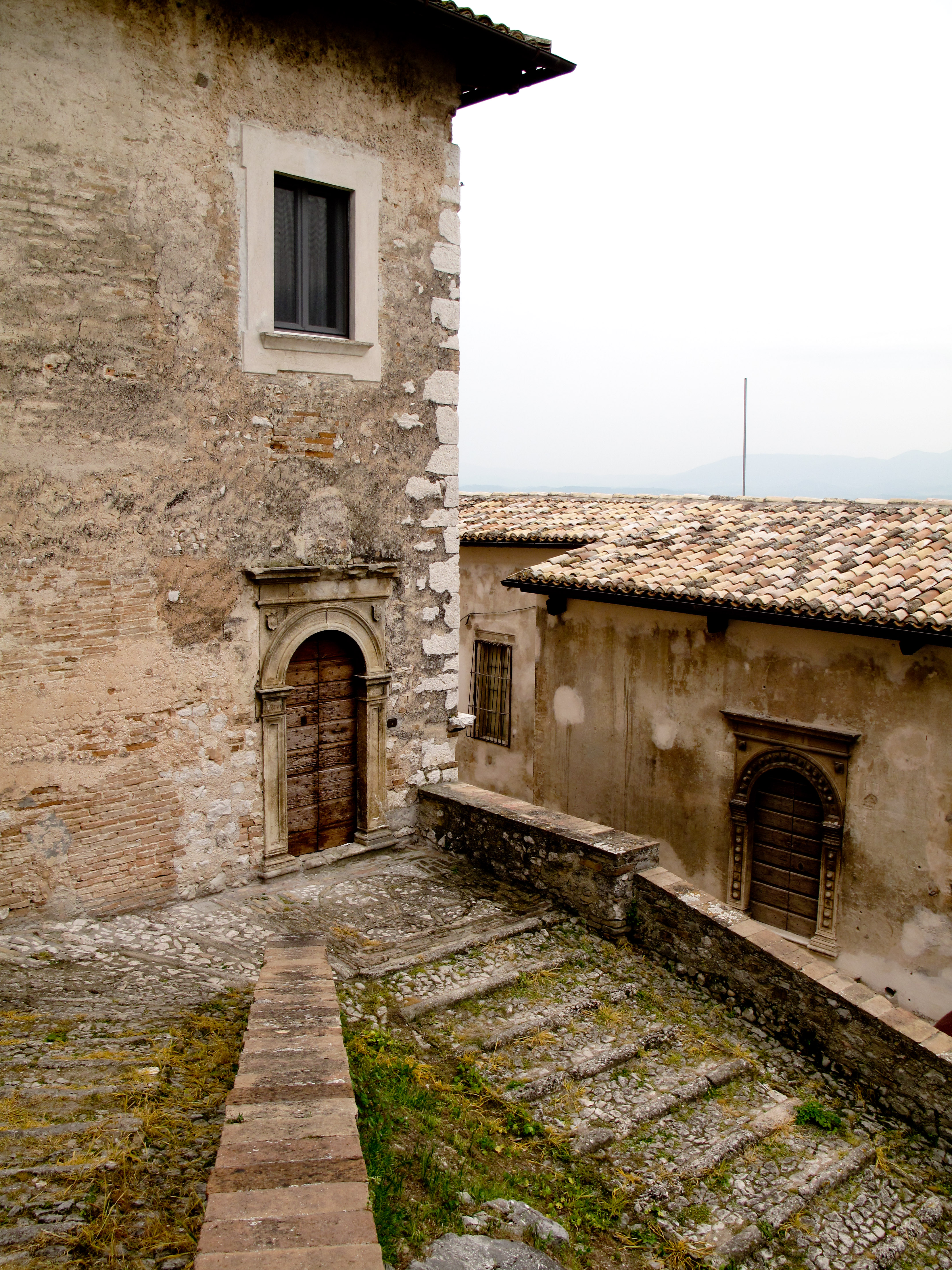
Vie nel borgo

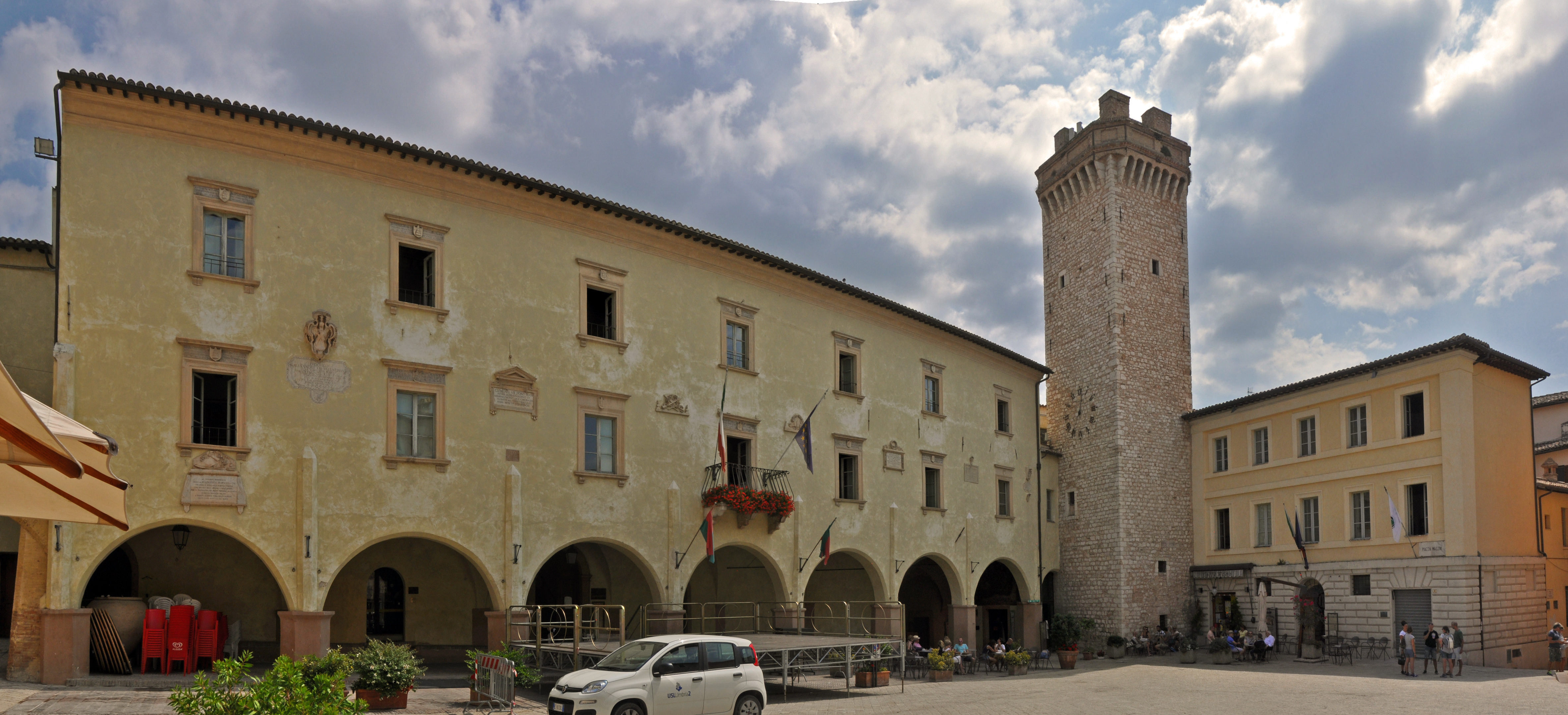
Panorama di Piazza Mazzini

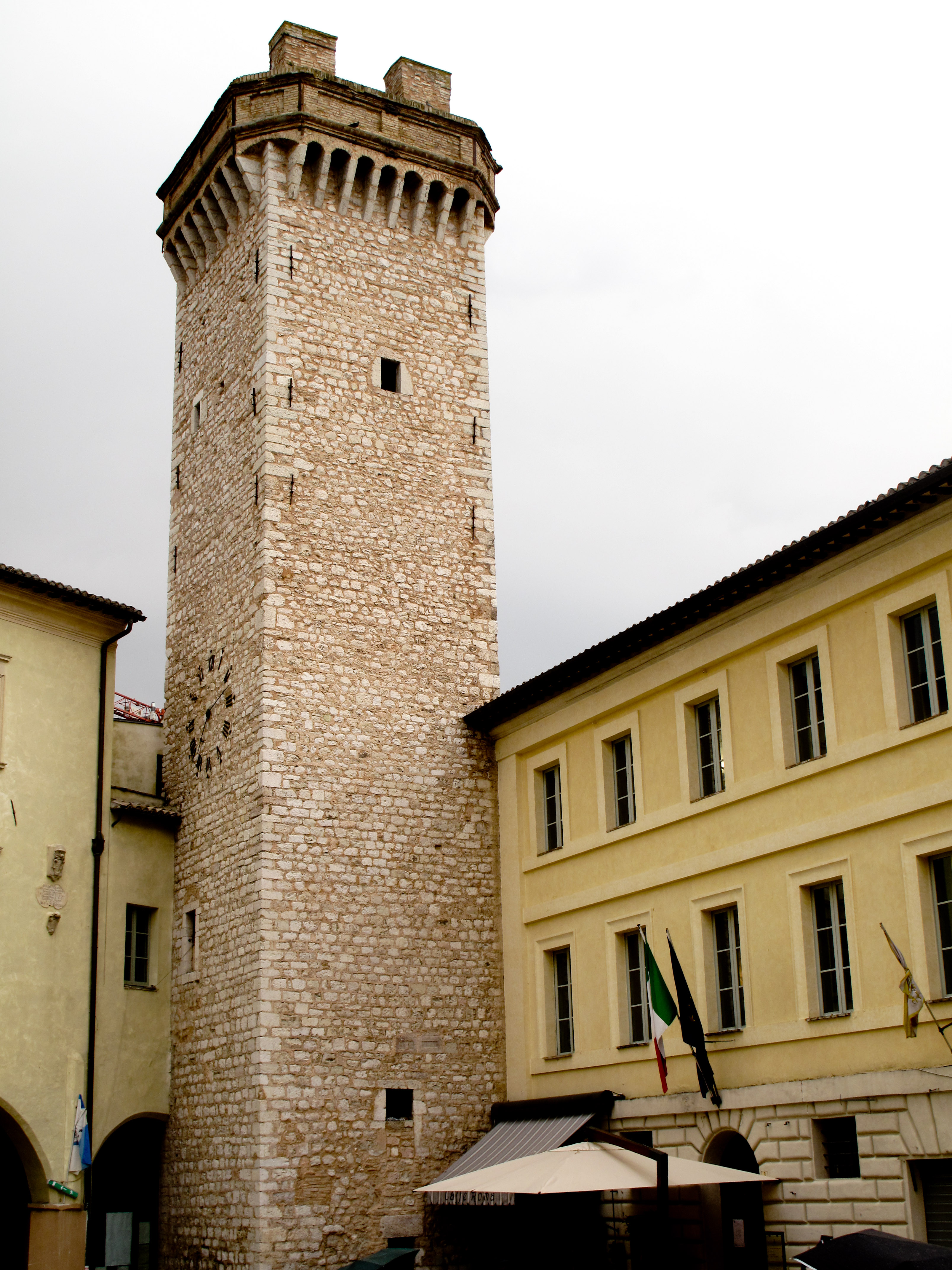
Torre comunale in Piazza Mazzini

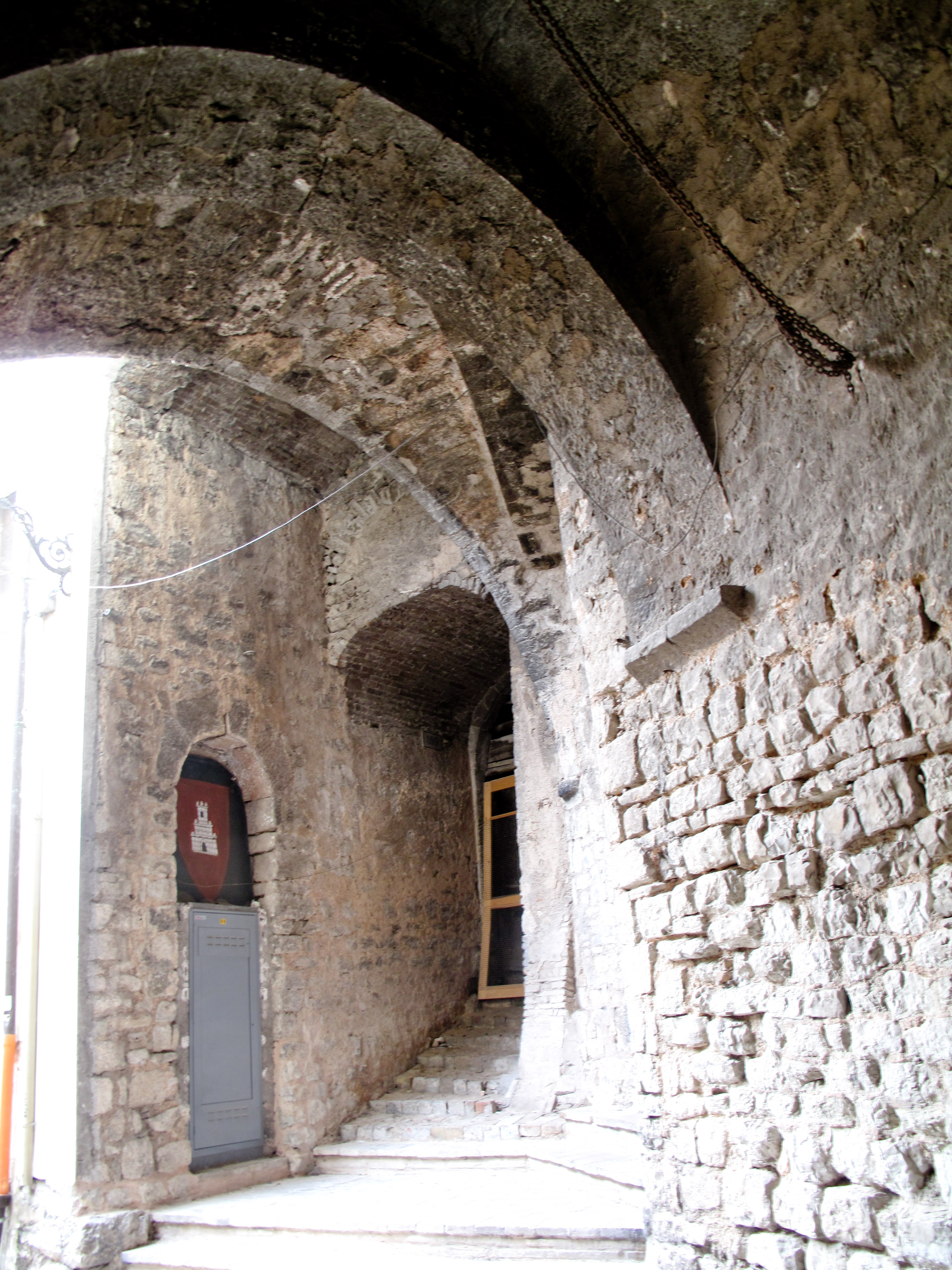
Vie nel borgo "Arco del pittore"
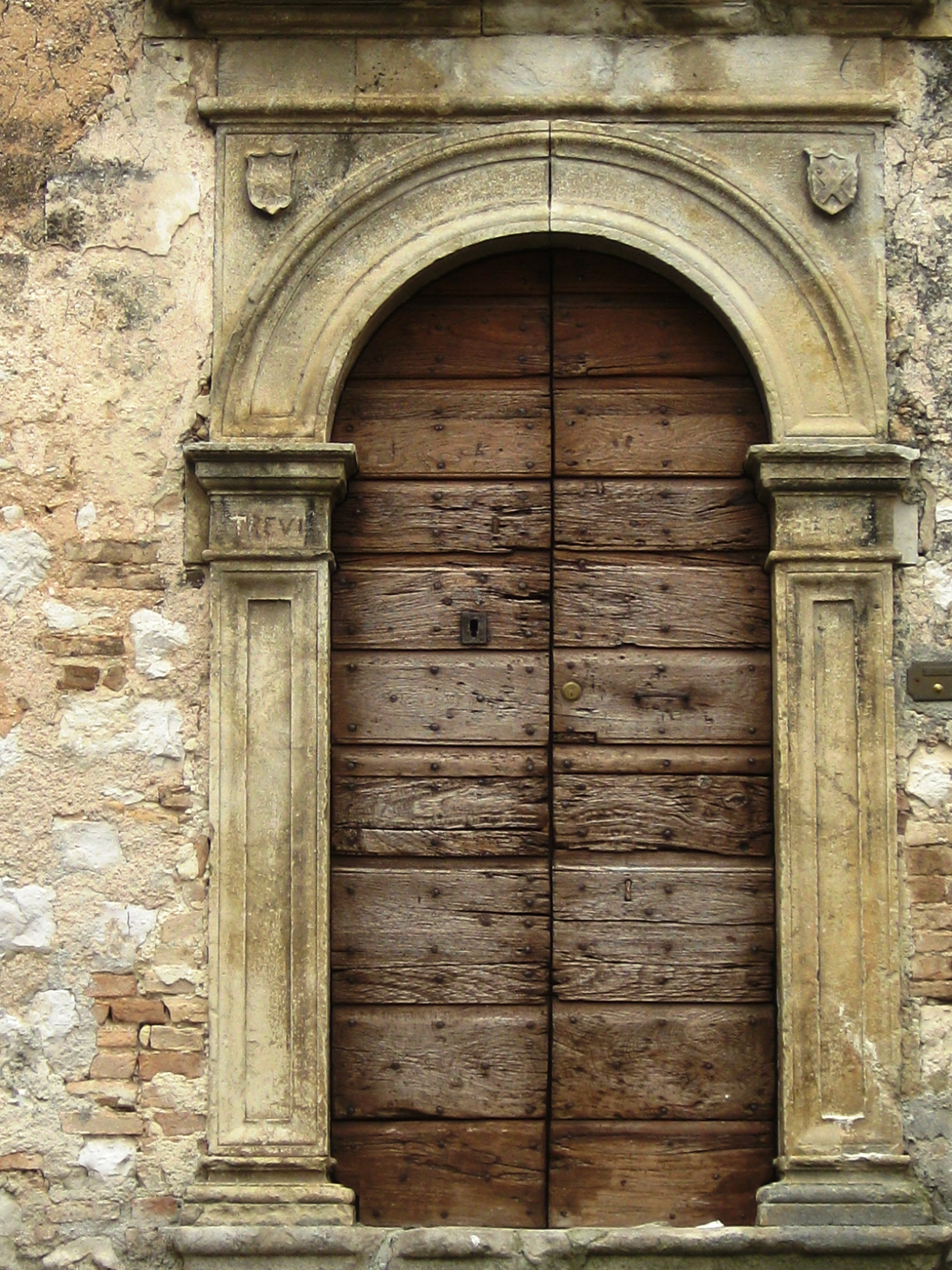
Vie nel borgo

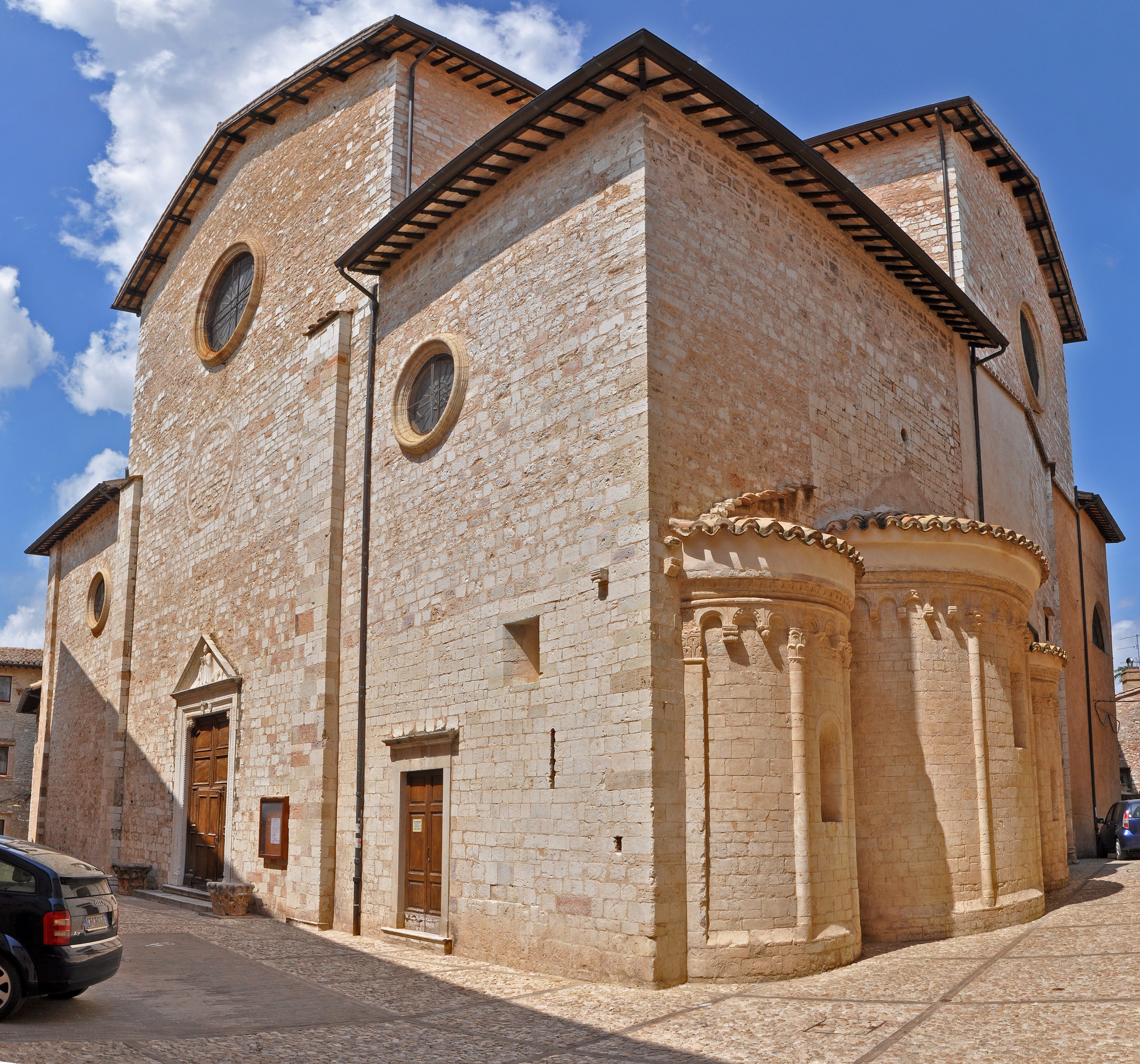
Duomo di Sant'Emiliano
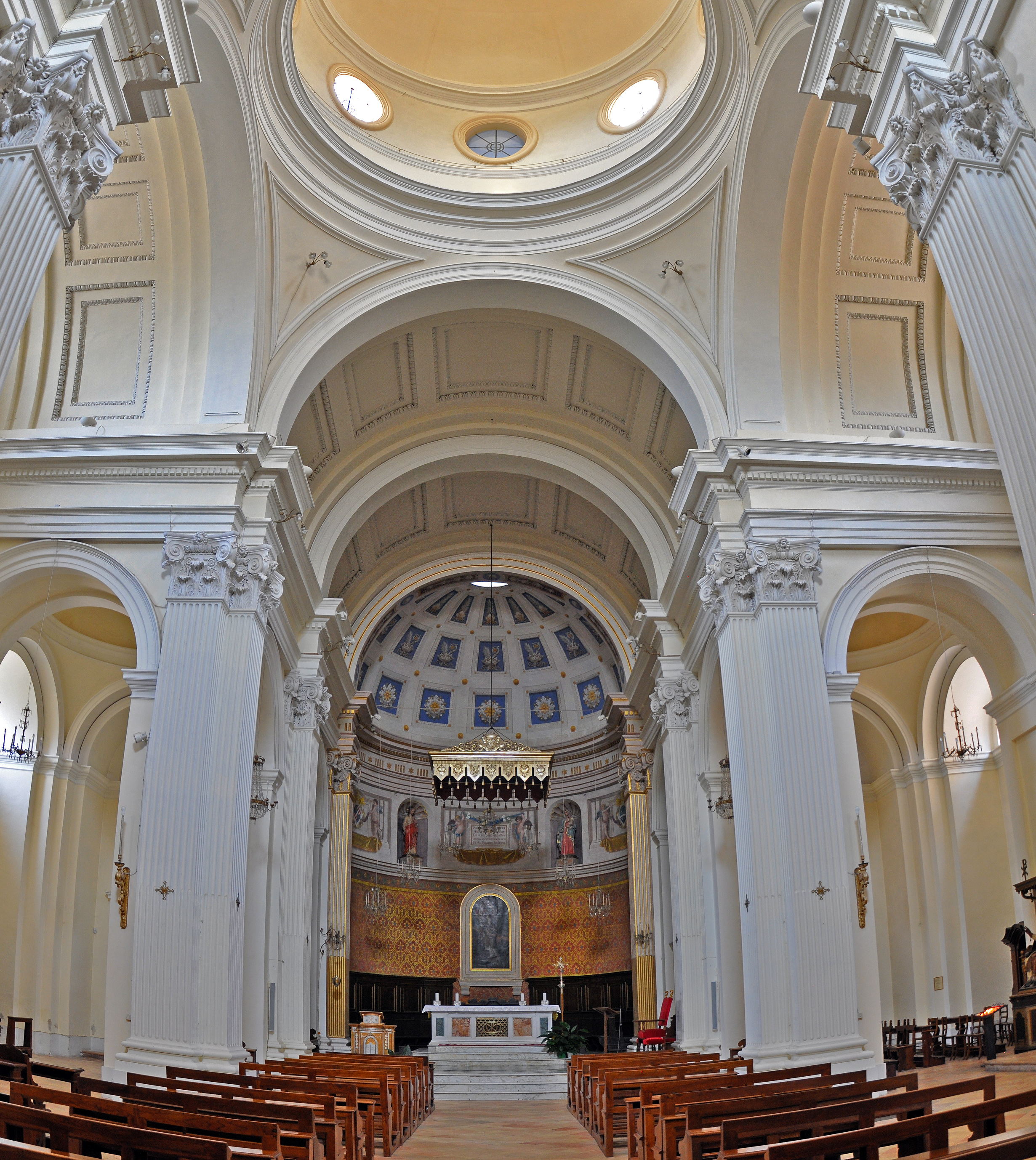
Interno del Duomo di Sant'Emiliano
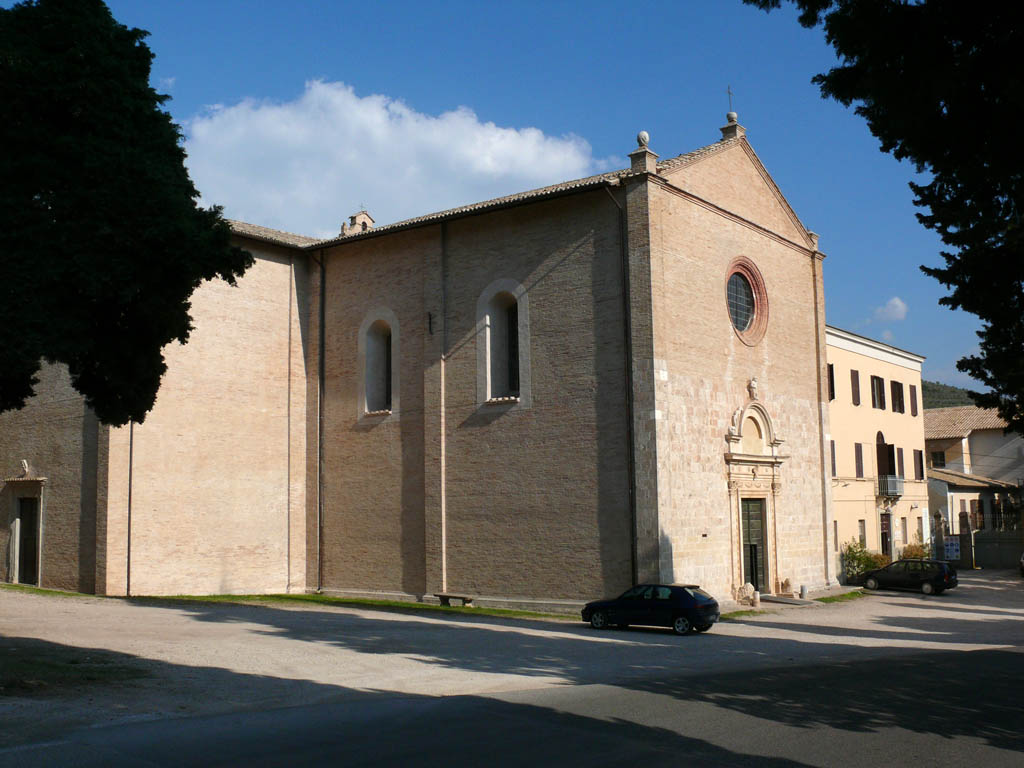
Santuario delle Madonna delle lacrime a Trevi
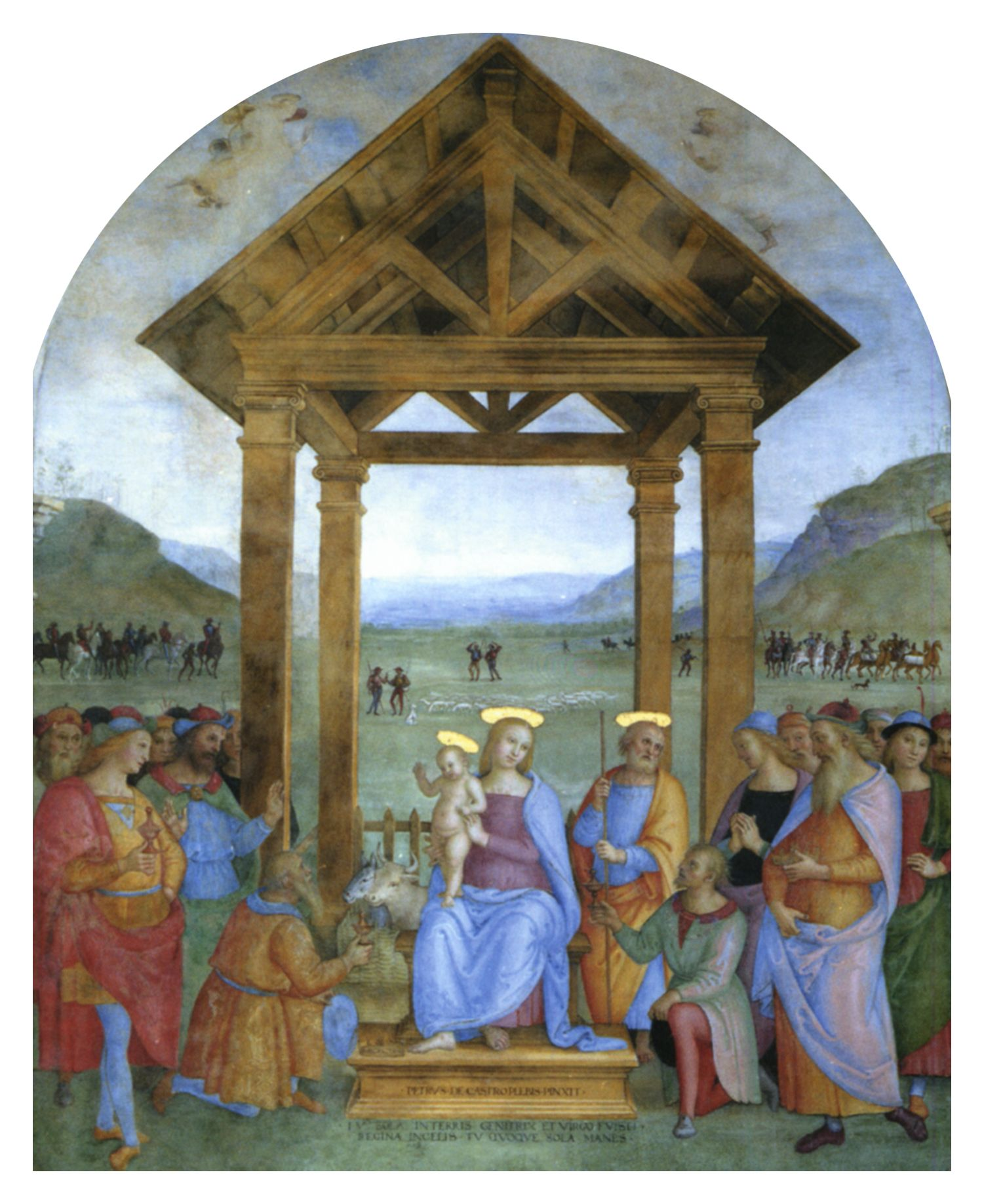
Adorazione dei Magi
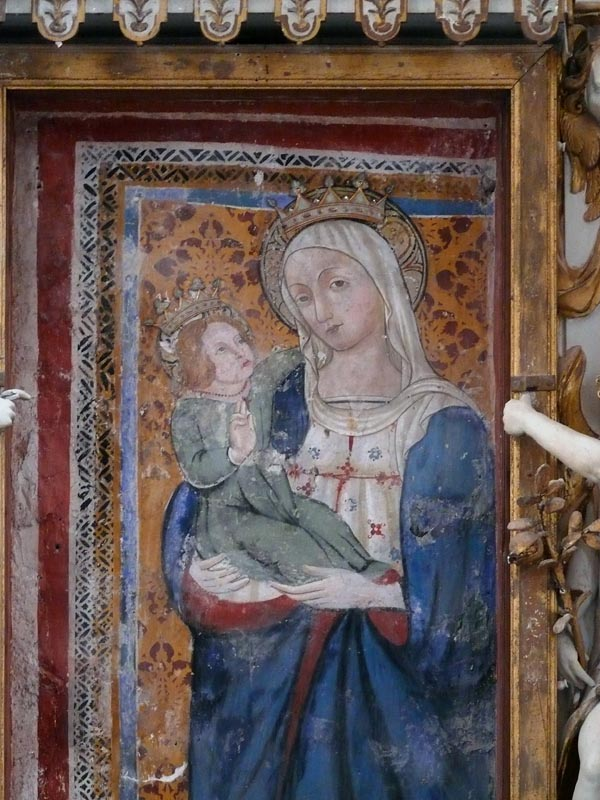
Altare della Madonna
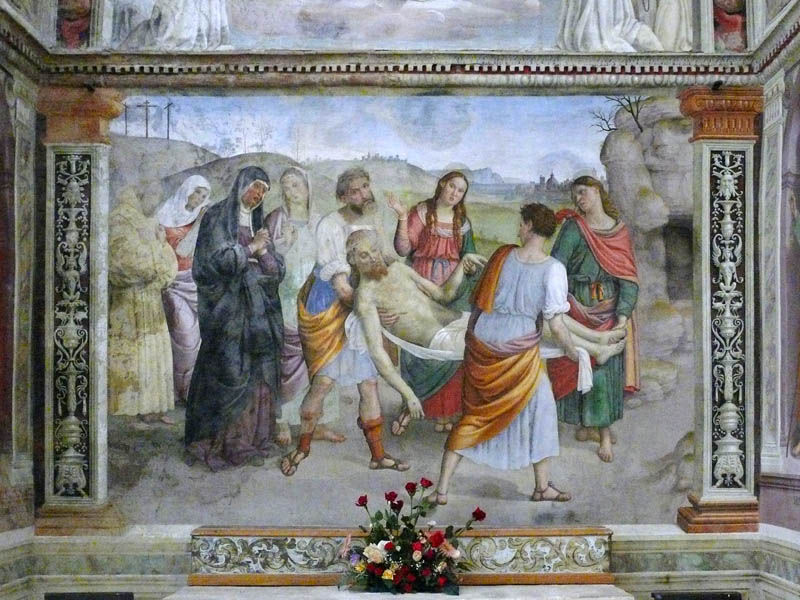
Traslazione di Cristo al sepolcro

## Società

### Evoluzione demografica
Abitanti censiti

## Cultura
Documenti antichissimi attestano che Sant'Emiliano, il primo vescovo della città, martirizzato sotto Diocleziano, fu legato ad una giovane pianta di olivo per essere decapitato. L'olivo ultramillenario, il più vecchio dell'Umbria, si può ancora ammirare, vegeto, a trecento metri dalla gloriosa abbazia benedettina di Bovara. La devozione verso Sant'Emiliano ha influenzato la cultura e la storia di Trevi. Lungo un percorso inalterato da secoli si svolge ancora, la sera del 27 gennaio, vigilia della festa del Santo, la straordinaria processione notturna detta dell'Illuminata, che è una delle manifestazioni più antiche della regione.
Attraverso vari secoli, molti trevani si sono distinti nei più alti gradi della gerarchia ecclesiastica e vari altri hanno acquistato fama di santità per le loro opere. Tra le varie case religiose hanno acquisito benemerenza particolare i benedettini dell'abbazia di Bovara, che dettero un forte impulso all'agricoltura, bonificando vaste zone della valle e sviluppando in collina la coltura dell'olivo, che con alterne fortune è coltivato in queste zone da tempi antichissimi e fornisce un olio tra i più apprezzati.

## Geografia antropica

### Frazioni

#### Borgo Trevi
Costituisce la parte più moderna del comune. È posta alla base del colle ove sorge Trevi. Consta di molte attività commerciali, industriali e agricole, specialmente nella zona di Pietrarossa. Quest'ultima costituì il nucleo storico di Trevi dalla preistoria fino all'Epoca romana, quando la maggior parte della popolazione si trasferì in collina a causa dell'insalubrità della pianura, che stava diventando una palude. Importante dal punto di vista storico-culturale è la chiesa romanica di Santa Maria di Pietrarossa, in restauro dopo il sisma del 1997.

#### Cannaiola
Questa frazione rappresenta la parte agricola del comune. Immersa nella pianura, si presenta come un paese circondato dai campi. Rilevante è la produzione agricola, specialmente del grano e del sedano. In luglio infatti proprio a Cannaiola ha luogo la Rievocazione Storica della Trebbiatura. Notevole è l'opera del beato don Pietro Bonilli, già parroco del paese e fondatore della congregazione delle suore della Sacra Famiglia per l'assistenza alle ragazze cieche e sordomute, al quale è dedicato il santuario sito a Cannaiola. L'istituto, diretto dallo stesso Bonilli, fu fondato il 7 maggio 1893; il 5 dicembre 1898 venne trasferito a Spoleto, in via Quinto Settano 13, e fu denominato Istituto Nazzareno per cieche e sordomute Spoleto.

#### Bovara
La frazione consta di più centri abitativi, dislocati tra la zona collinare e la zona in pianura. Importante è la Chiesa di San Pietro, già abbazia benedettina, del XII secolo, in stile romanico. Si dice che, durante il suo viaggio per Roma, vi si sia fermato in preghiera san Francesco. Secondo una tradizione popolare, un frate che accompagnava Francesco ebbe la visione dell'Inferno e del Paradiso mentre era in preghiera davanti a un Crocifisso.
All'interno della chiesa, una cappella in stile baroccheggiante ospita un Crocifisso in dimensioni reali a cui la popolazione attribuisce diversi miracoli, tra cui quello di aver fatto piovere dopo più di un anno di siccità. In ricordo di ciò ogni 5 anni, nel mese di maggio, il Cristo del crocifisso viene calato dalla croce, adagiato in una sorta di lettino e portato in processione. Ogni 25 anni si percorre un lungo tragitto con la statua del Cristo, sino al capoluogo comunale.
Nella frazione è stata rinvenuta una stele con un'iscrizione in umbro antico.
È possibile ammirare l'ulivo millenario (di 1700 anni all'incirca) al quale fu legato sant'Emiliano, patrono della città e del comune di Trevi, per essere martirizzato dai romani. Tale ulivo, il più vecchio in Umbria, è l'unico sopravvissuto alle galaverne, o gelate, che si sono succedute negli anni (l'ultima negli anni cinquanta del '900) e che hanno ucciso tutte le piante d'ulivo della zona.

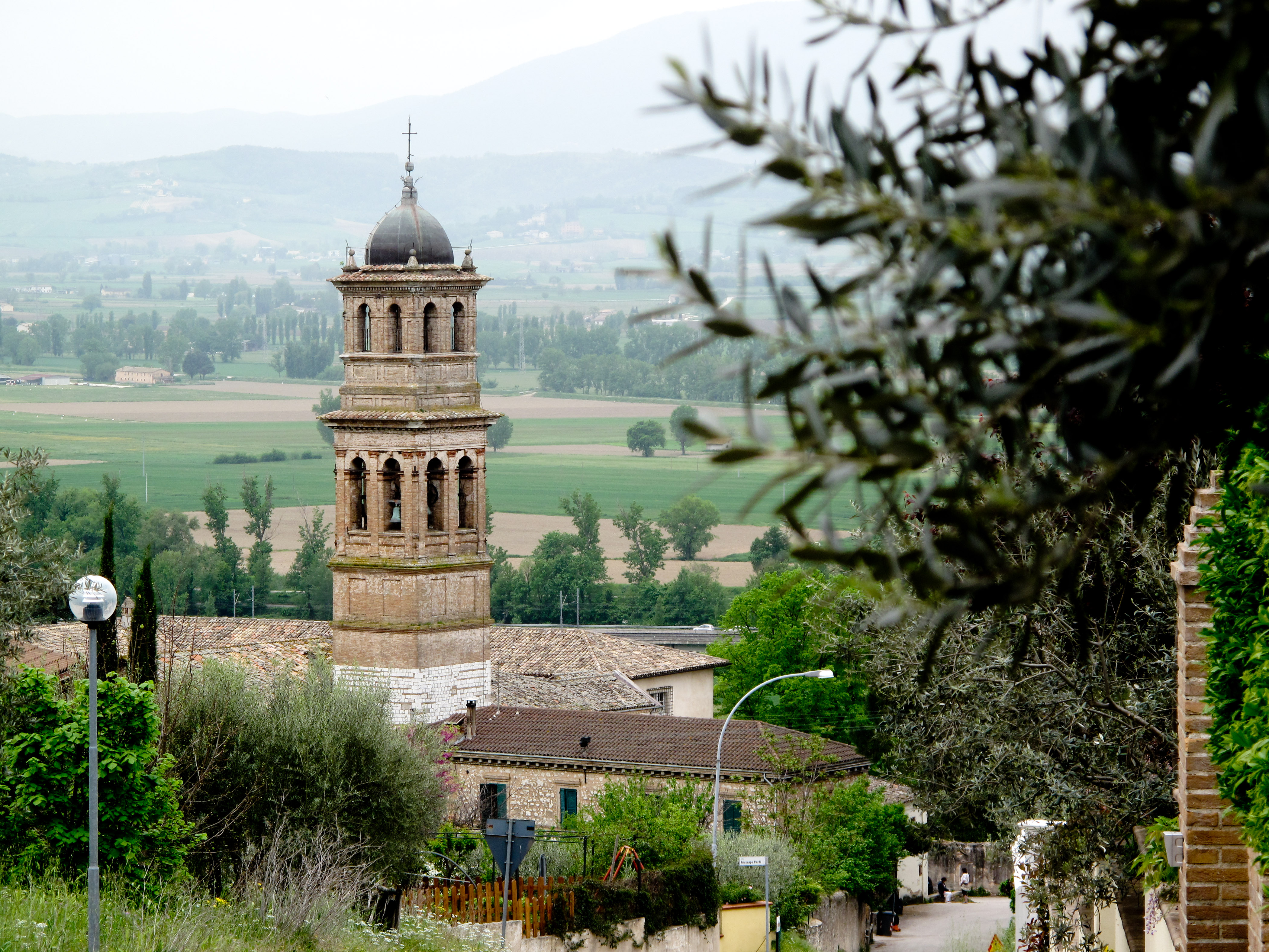
Abbazia San Pietro a Bovara
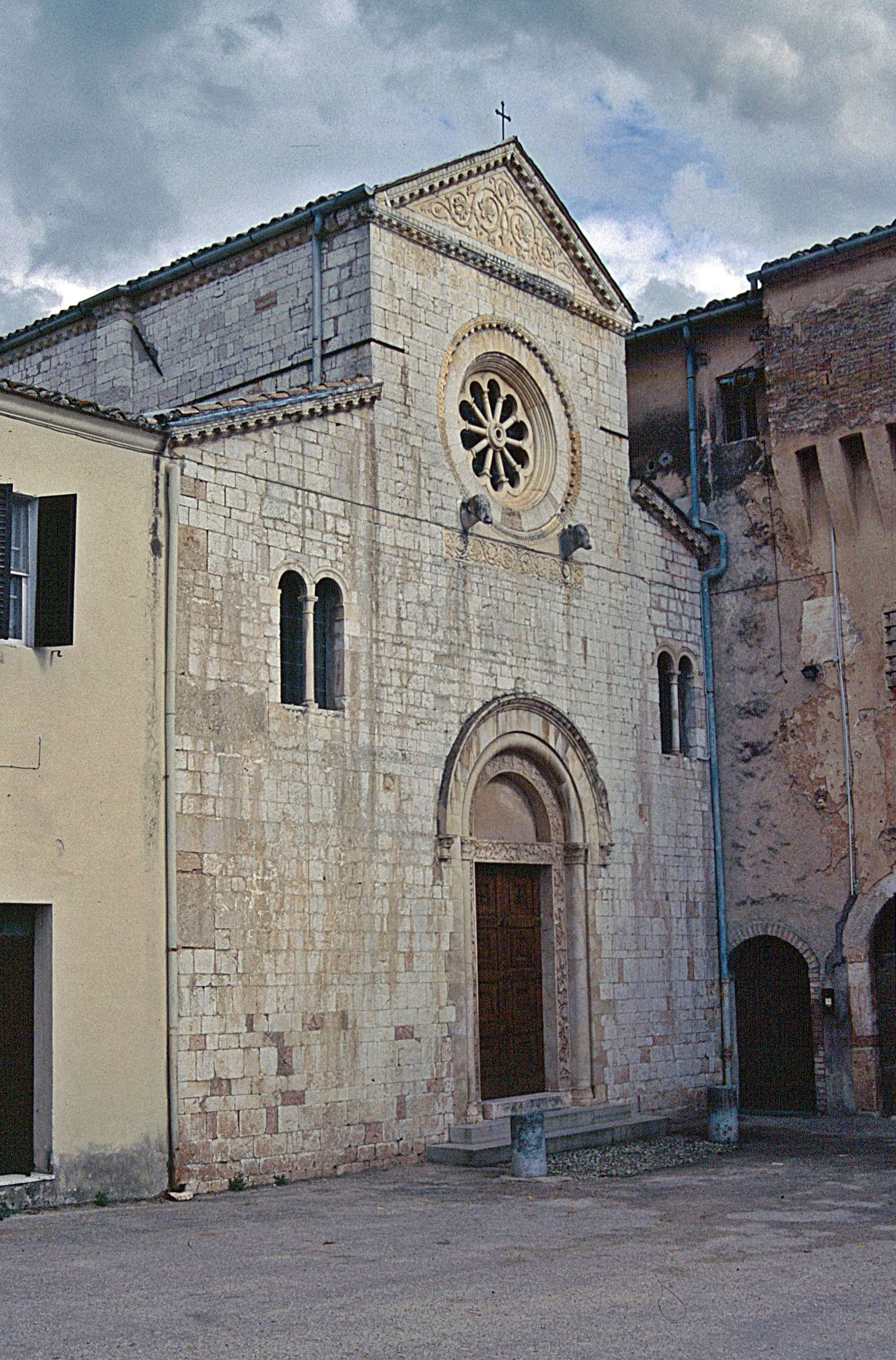
Abbazia di San Pietro
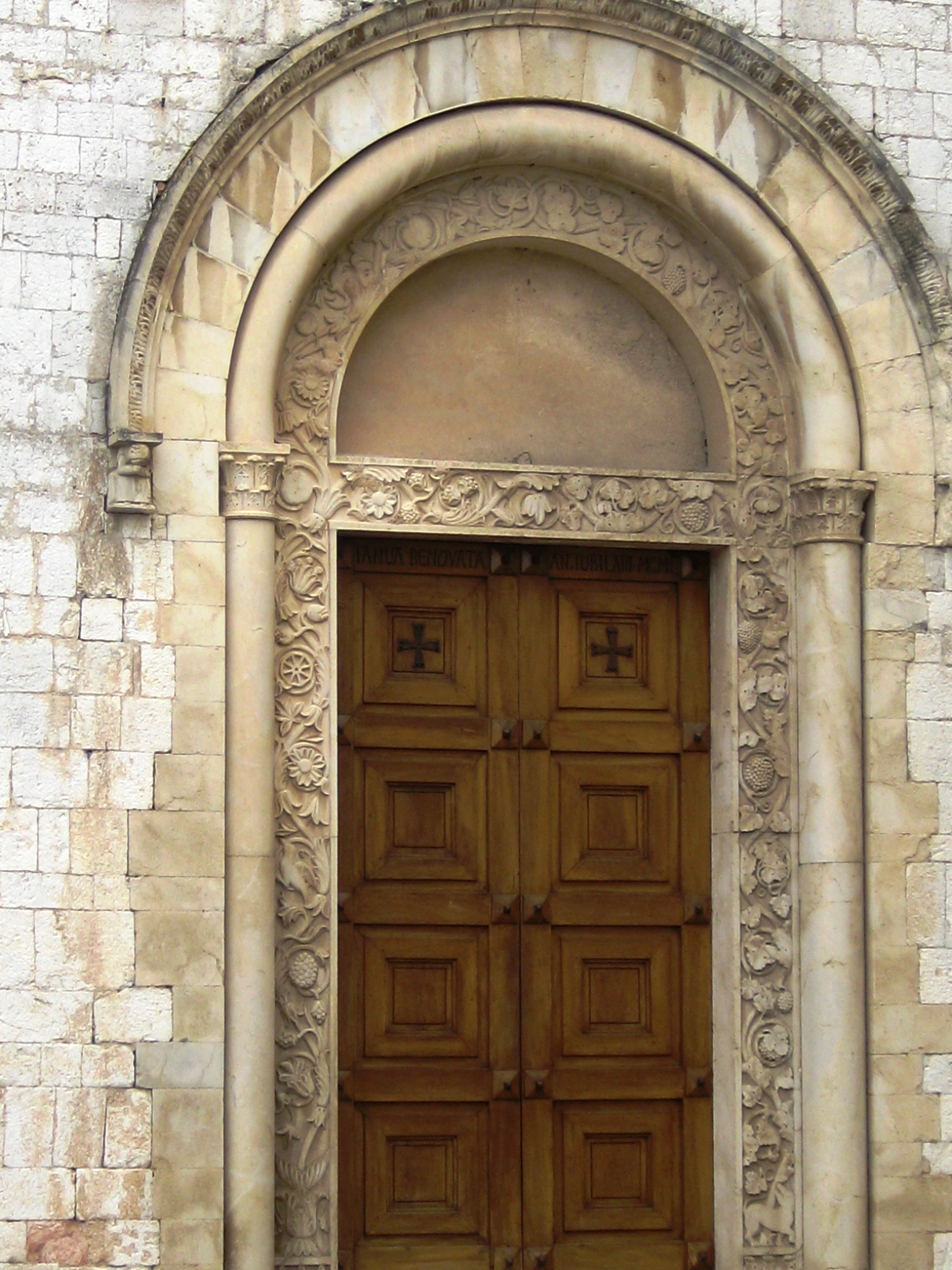
Portale
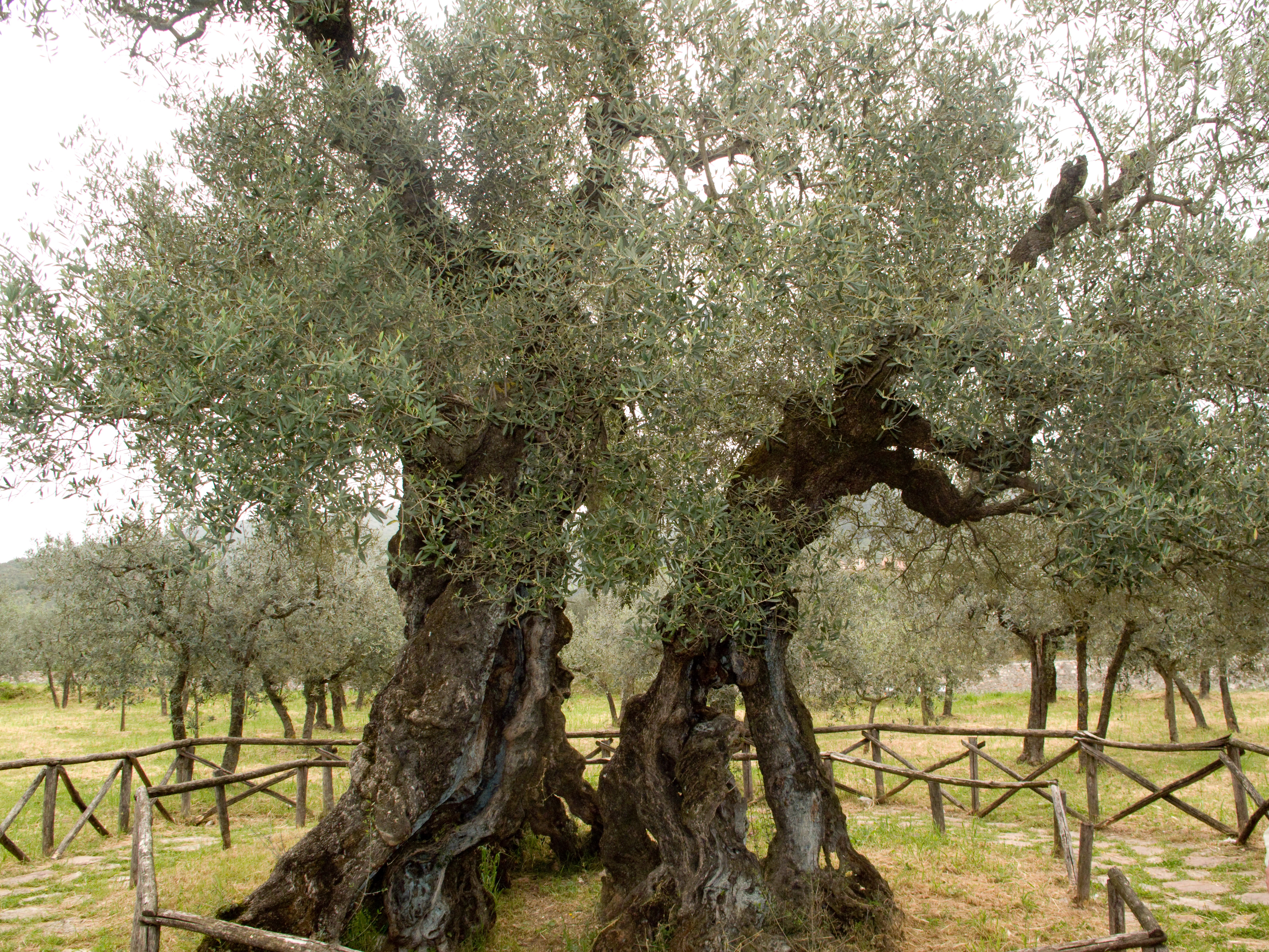
Olivo di Sant'Emiliano a Bovara

#### Matigge
Spesso indicata con l'appellativo di Torre Matigge (dalla caratteristica Torre, appunto), la frazione si estende dalla zona in pianura fino a mezza costa, dove lascia il posto al frazionamento comunale Santa Maria in Valle-Collecchio. È attraversata dalla S.S. Flaminia, lungo la quale si sono sviluppate molte attività artigianali e commerciali (come il Centro Commerciale Piazza Umbra). Di notevole importanza storica è la torre che spicca lungo la via Flaminia: sembra sia stata costruita in epoca medievale quando Trevi era alleata con Foligno. La torre era un bastione difensivo ai margini dell'allora esteso territorio comunale trevano, che comprendeva alcune attuali frazioni di Montefalco e l'attuale comune di Sellano. In caso di pericolo, il guardiano della torre suonava una campana. La torre è simile a quella che si trova in Piazza del Comune o Piazza Mazzini al centro di Trevi, anch'essa a pianta quadrangolare e munita di campana.

#### Coste
Frazione montana costituita da due centri abitativi: Coste e Coste San Paolo. Gli abitanti che rimangono tutto l'anno sono pochi a causa dei disagi causati dalla neve nel periodo invernale, ma in estate molti abitanti della pianura e della città si ritirano nelle ville della frazione. La sua posizione concede al viaggiatore un'amena vista sull'intera vallata. Molti sono i sentieri montani (alcuni dei quali segnalati) che si addentrano nei boschi. Lungo uno di essi è il rudere di un'antica abbazia, dove sembra che per qualche tempo si fosse ritirato il Beato Ventura. È inoltre visibile la grotta dove abitava il poeta dialettale trevano soprannominato Marchittu, che viveva con il cibo donatogli dalla popolazione in cambio di poesie in dialetto trevano.

#### Manciano
Frazione montana che da pochi anni ha inglobato in sé la vecchia frazione di Ponze. Luogo prediletto dai turisti per la sua posizione incantevole, è anche sede di una cava. Da notare l'abbazia romanica di Santo Stefano.

#### La Pigge
Denominata anche semplicemente Pigge, deriva il suo nome dal latino pons lapideus in riferimento al ponte di pietra eretto dai romani lungo il corso del fiume Clitunno. La Pigge in età romana rappresentava il confine tra la zona pagana e la zona sacra delle fonti del Clitunno, ammirabili dalla costa. Poco distante, nel comune di Campello, è infatti presente il Tempietto del Clitunno cantato tra gli altri dal poeta romantico inglese George Byron. Nella frazione sorge, in zona "Chiesa tonda", una chiesetta a base ottagonale dedicata a Santa Maria del Ponte. Sulla zona collinare si estendono coltivazioni dell'ulivo, uno dei prodotti tipici trevani. Notevole la Chiesa di San Michele Arcangelo, immersa nel verde dei boschi montani, meta di una processione della popolazione di tutto il comune nel giorno di Pentecoste. Tra gli ulivi è la Chiesa di San Bernardino da Siena, in puro stile romanico umbro.

#### Alvanischio
Qui sono presenti molti ulivi secolari in un impianto ulivicolo molto significativo. A Fondaccio di Bovara (vicino alla località) c'è un vecchio frantoio del XVIII secolo.

#### Picciche
È una frazione di pianura, situata tra Castel San Giovanni e Cannaiola. È importante per la Chiesa di Santo Stefano, al cui interno, nell'abside, troviamo l'affresco dell'Eterno e santi.

## Economia
Nel basso Medioevo e nel Rinascimento ebbe il suo periodo migliore, caratterizzato da straordinari commerci che ne favorirono la floridezza economica (veniva chiamata "il porto secco"), testimoniata ancor oggi dai numerosi palazzi del centro storico, degni di figurare in città ben maggiori, e la crescita economica fu accompagnata da vivacissima attività culturale e sociale.
Già nel 1469, per favorire la circolazione di denaro fu chiamato un banchiere ebreo, tra le poche professioni alle quali erano autorizzati quegli uomini, e nonostante questo fu perseguitato ed in seguito fu eretto uno dei primissimi Monti di Pietà, seguito poi dal Monte Frumentario e varie altre istituzioni benefiche e assistenziali. L'attenzione rivolta all'elevazione culturale ebbe la massima espressione con l'istituzione del Collegio Lucarini, attivo fino all'avvento della Scuola Media Unica.
Ma l'avvenimento più qualificante per la storia culturale di Trevi fu l'impianto di una prototipografia già nel 1470. Essa fu la prima in Umbria e la quarta d'Italia, e per il particolare contratto con cui venne istituita, si può classificare come la prima società tipografica di cui si abbia memoria in assoluto.
Altro prodotto tipico dell'agricoltura locale, che merita una menzione particolare, è il sedano nero di Trevi, una coltivazione particolare che cresce su un fertilissimo fazzoletto di terra, fino a pochi secoli addietro occupato dalle acque del lago Clitorius.
A Trevi è presente l’unica cartiera della regione Umbria. Le Cartiere di Trevi SpA fin dal 1960 producono carte riciclate a base macero, cioè carte provenienti dalla raccolta differenziata.

## Amministrazione
| Periodo          | Periodo          | Primo cittadino       | Partito                                                       | Carica                     | Note   |
| ---------------- | ---------------- | --------------------- | ------------------------------------------------------------- | -------------------------- | ------ |
| 4 agosto 1988    | 29 giugno 1993   | Carlo Antonini        | Partito Comunista Italiano Partito Democratico della Sinistra | Sindaco                    | [ 22 ] |
| 30 giugno 1993   | 27 aprile 1997   | Carlo Antonini        | Partito Democratico della Sinistra                            | Sindaco                    | [ 22 ] |
| 28 aprile 1997   | 29 maggio 2000   | Carlo Antonini        | Partito Democratico della Sinistra                            | Sindaco                    | [ 22 ] |
| 29 maggio 2000   | 13 maggio 2001   | Lucia Genga           | Indipendente                                                  | Vicesindaco - Sindaco f.f. | [ 22 ] |
| 14 maggio 2001   | 29 maggio 2006   | Giuliano Nalli        | Centro-sinistra                                               | Sindaco                    | [ 22 ] |
| 30 maggio 2006   | 16 maggio 2011   | Giuliano Nalli        | Centro-sinistra                                               | Sindaco                    | [ 22 ] |
| 17 maggio 2011   | 1º agosto 2011   | Bernardino Sperandio  | Noi X Trevi                                                   | Sindaco                    | [ 22 ] |
| 2 agosto 2011    | 20 dicembre 2011 | Luigi Pizzi           |                                                               | Commissario prefettizio    | [ 22 ] |
| 23 dicembre 2011 | 26 marzo 2012    | Carmine Valente       |                                                               | Commissario prefettizio    | [ 22 ] |
| 27 marzo 2012    | 27 maggio 2013   | Angelo Gallo Carrabba |                                                               | Commissario prefettizio    | [ 22 ] |
| 28 maggio 2013   | 10 giugno 2018   | Bernardino Sperandio  | Noi X Trevi                                                   | Sindaco                    | [ 22 ] |
| 11 giugno 2018   | 8 giugno 2023    | Bernardino Sperandio  | SiAmo Trevi                                                   | Sindaco                    | [ 22 ] |
| 9 giugno 2023    | in carica        | Ferdinando Gemma      | Uniti X Trevi                                                 | Sindaco                    | [ 22 ] |

## Sport
Ha sede nel comune la società di calcio A.C.D. Trevi 2013, che ha disputato campionati dilettantistici.